# Young Lust: The Aerosmith Anthology
Young Lust: The Aerosmith Anthology es una recopilación de la banda de Hard rock Aerosmith. Este disco contiene éxitos del grupo bajo el sello Geffen Records, desde Done With Mirrors hasta Get A Grip, al igual que material inédito, B-sides y versiones en vivo.

## Lista de canciones

### Disco Uno
1. "Let The Music Do The Talking" (Perry) – 3:45
2. "My Fist Your Face" (Aerosmith) – 4:21
3. "Shame On You" (Aerosmith) – 3:20
4. "Heart's Done Time" (Child, Perry) – 4:41
5. "Rag Doll" (Knight, Perry, Tyler, Vallance) – 4:24
6. "Dude (Looks Like a Lady)" (Child, Perry, Tyler) – 4:23
7. "Angel" (Child, Tyler) – 5:06
8. "Hangman Jury" (Perry, Tyler, Vallance) – 5:33
9. "Permanent Vacation" (Tyler, Whitford) – 4:48
10. "Young Lust" (Perry, Tyler, Vallance) – 4:19
11. "The Other Side" (Dozier, Brian Holland, Eddie Holland, Tyler, Vallance) – 4:06
12. "What It Takes" (Child, Perry, Tyler) – 5:10
13. "Monkey On My Back" (Perry, Tyler) – 3:57
14. "Love In An Elevator" (Perry, Tyler) – 5:21
15. "Janie's Got A Gun" (Hamilton, Tyler) – 5:27
16. "Ain't Enough" (Perry, Tyler) – 4:57
17. "Walk This Way (con Run-DMC)" (Perry, Tyler) – 5:11

### Disco Dos
1. "Eat The Rich" (Perry, Tyler, Vallance) – 4:32
2. "Love Me Two Times" (The Doors) – 3:15
3. "Head First" (Perry, Tyler, Vallance) – 4:42
4. "Livin' On The Edge" (Acoustic Version) (Hudson, Perry, Tyler) – 5:37
5. "Don't Stop" (Perry, Tyler, Vallance) – 4:02
6. "Can't Stop Messin'" (Blades, Perry, Shaw, Tyler) – 4:34
7. "Amazing" (Versión orquestal) (Supa, Tyler) – 5:34
8. "Cryin'" (Perry, Rhodes, Tyler) – 5:08
9. "Crazy" (Child, Perry, Tyler) – 5:16
10. "Shut Up And Dance" (Blades, Perry, Shaw, Tyler) – 4:50
11. "Deuces Are Wild" (Tyler, Vallance) – 3:32
12. "Walk On Water" (Blades, Perry, Shaw, Tyler) – 4:53
13. "Blind Man" (Perry, Rhodes, Tyler) – 3:57
14. "Falling In Love (Is Hard on the Knees)" (live) (Ballard, Perry, Tyler) – 3:25
15. "Dream On" (live) (Tyler) – 4:53
16. "Hole In My Soul" (live) (Child, Perry, Tyler) – 5:37
17. "Sweet Emotion" (live) (Hamilton, Tyler) – 5:52